# Cercle de Kita
Le cercle de Kita est une circonscription administrative malienne, il constitue le 1er cercle de la région de Kita depuis 2023.

## Géographie et environnement
Le conseil des ministres a adopté le 3 février 2010 deux projets de décret portant classement des réserves de faune du Mandé-Wula et du Néma- Wula dans le Cercle de Kita, avec pour objectif de contribuer à la protection des grands mammifères qui peuplent ces zones dont certaines espèces sont en voie de disparition et à la conservation de leur habitat. Il vise en outre à contribuer au développement du tourisme de vision de la nature et du tourisme cynégétique.

## Histoire
Créé le 25 avril 1880, le protectorat du cercle de Kita est instauré à la suite d'une demande du clan Malinké pour se protéger des attaques Peuls. Le cercle de Kita est l'un des dix cercles de la colonie du Haut-Fleuve (ou Haut-Sénégal) instauré par le décret du 6 septembre 1880.
Le clan Kita fait partie des quatre cercles indépendants en 1895, avec Bafoulabé, Kayes et Nioro. Il reçoit une partie du Kaarta à la fin de 1895. Le cercle est rattaché au Sénégal lors de la dislocation du Soudan français par décret du 17 octobre 1899.
Il fait partie de la Sénégambie-Niger (1902) puis du Haut-Sénégal-Niger lors de sa création par décret du 17 octobre 1904, puis du Soudan français. La partie du cercle située sur la rive droite du Baoulé est intégrée au cercle de Goumbou par arrêté du 31 décembre 1914.
Le cercle de Kita perdure jusqu’à l’indépendance.
Lors de la réforme administrative de la République Soudanaise en 1960, la localité est instaurée comme le chef-lieu de l'un des quatre cercles de la région de Kayes.

## Administration
Avant 2023, le cercle s'étend sur 35 250 km2 et compte 33 communes : Badia, Bendougouba, Benkadi Founia, Boudofo, Djidian, Gadougou 1 et 2, Kassaro, Kita, Kita-Nord, Kita-Ouest, Kobri, Kokofata, Kotouba, Koulou, Madina, Makano, Namala Guimba, Niantanso, Saboula, Sébékoro, Senko, Sirakoro, Souransan-Tomoto, et Tambaga.
Depuis en 2023, le cercle codé en 1201, compte 2 arrondissements, 11 communes et 135 VFQ : villages, fractions et quartiers. 
| Code   | Arrondissement                 |
| ------ | ------------------------------ |
| 120101 | Arrondissement central de Kita |
| 120102 | Arrondissement de Djidian      |

| Code     | Commune          | Chef-lieu         | VFQ | Superficie (km2) |
| -------- | ---------------- | ----------------- | --- | ---------------- |
| 12010101 | Kita             | Kita              | 16  | 32               |
| 12010102 | Badia            | Daféla            | 8   | 144              |
| 12010103 | Bendougouba      | Bendougouba       | 20  | 268              |
| 12010104 | Benkadi Founia   | Founia Moribougou | 14  | 211              |
| 12010105 | Boudofo          | Boudofo-Béréninba | 9   | 233              |
| 12010106 | Kita-Nord        | Sibikily          | 8   | 112              |
| 12010107 | Kita-Ouest       | Koféba            | 16  | 517              |
| 12010201 | Djidian          | Djidian           | 14  | 384              |
| 12010202 | Namala Guimba    | Namala            | 16  | 1159             |
| 12010203 | Saboula          | Balandougou       | 7   | 1275             |
| 12010204 | Souransan-Tomoto | Souransan-Tomoto  | 7   | 155              |

## Conseil de Cercle (1999-2023)
A l’instar des autres collectivités territoriales du Mali le conseil de cercle de Kita a été crée par la loi 99-039 du 10 Août 1999 portant création des collectivités de cercles et de régions. Selon le nouveau Code des collectivités mis en place en 2023, les Conseils de cercle disparaissent et l’héritage revient au Conseil régional.